# 璧山駅
璧山駅（へきさん-えき）は、中華人民共和国重慶市璧山区にある重慶軌道交通1号線と璧銅線の駅で、駅番号は1/25である。

## 歴史
- 2019年12月30日 開業

## 駅構造
1面2線の島式ホームである
当駅は両ホームともそのまま折り返すため分岐が必要だが 当駅付近にはなく 尖頂坡駅にある
ホーム終点側は璧山車両基地に繋がっている
| 至朝天門 | ←      | 上り |  | 至璧山車両基地 |
|          | ホーム |      |  |                |
| 至朝天門 | ←      | 上り |  | 至璧山車両基地 |

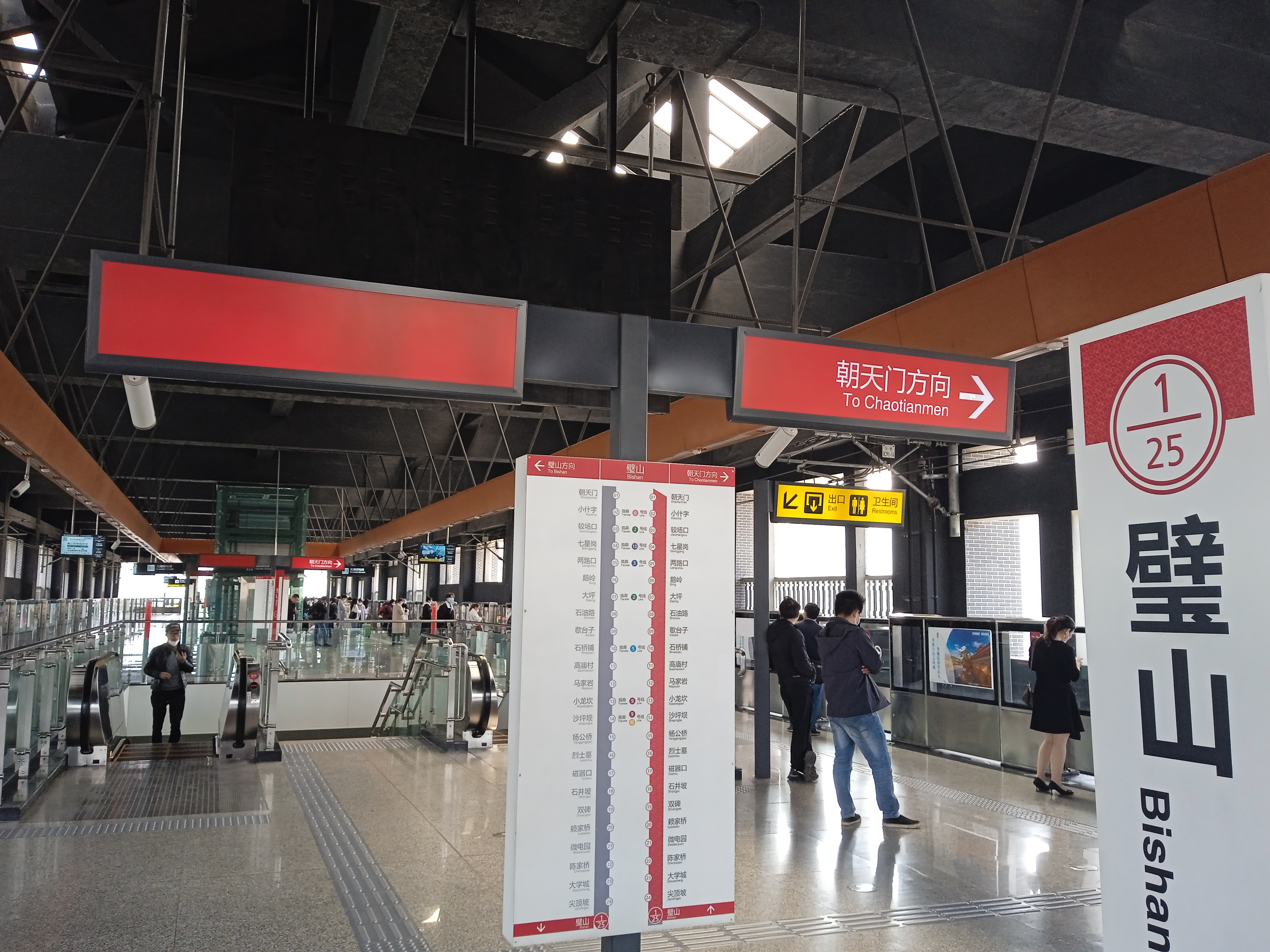
ホーム
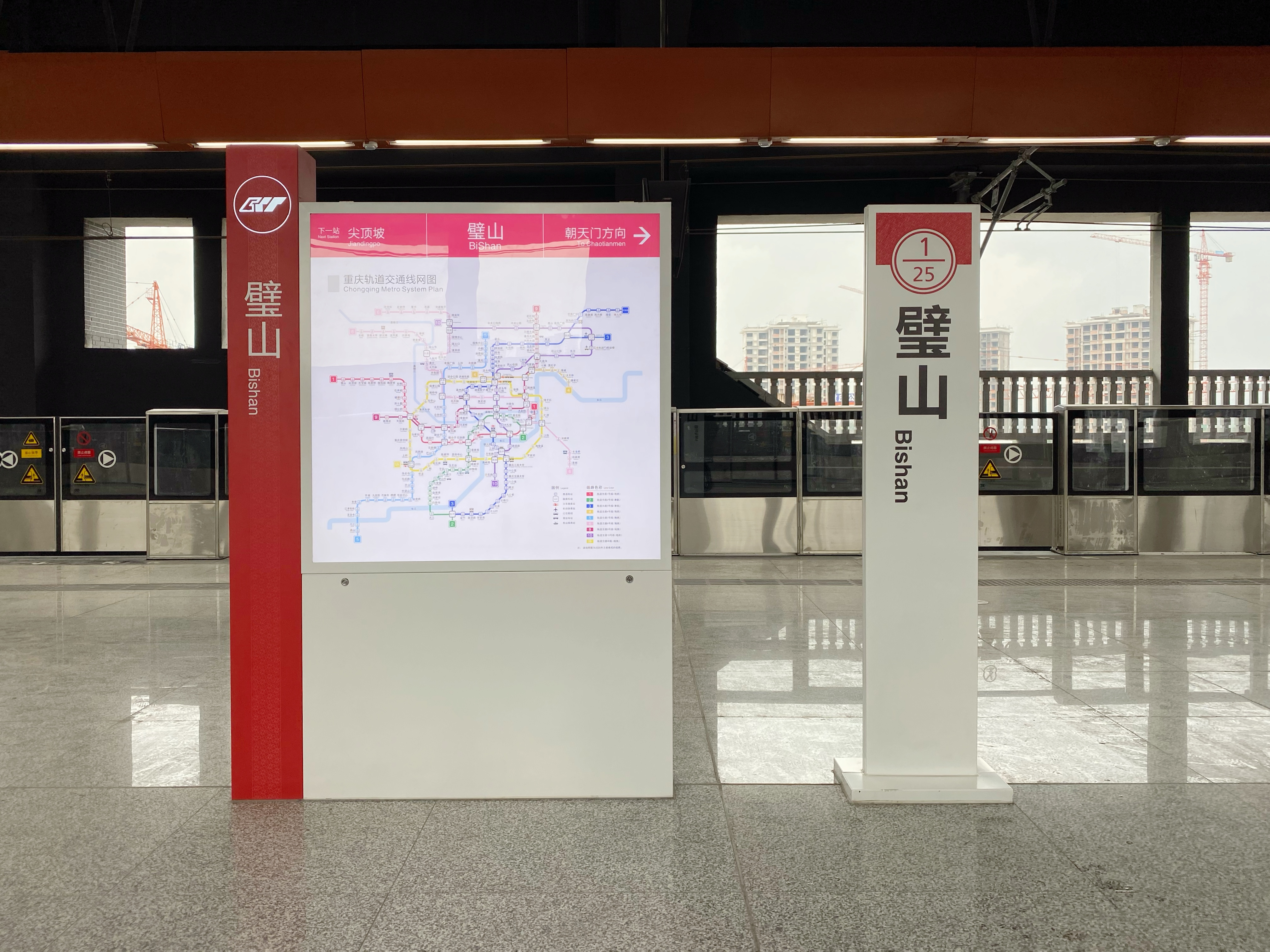
駅名標